# Controcorrente - Prima serata
Controcorrente - Prima serata è stato un programma televisivo italiano e spin-off di Controcorrente di genere talk show, politico e rotocalco, andato in onda in prima serata su Rete 4 dal 19 settembre 2021 al 17 maggio 2023, ideato e condotto da Veronica Gentili (sostituita da Alessandra Viero il 28 dicembre 2022 e il 4 gennaio 2023 e da Marcello Vinonuovo il 19 aprile dello stesso anno). Il programma ha avuto due edizioni e veniva trasmesso in diretta dallo studio 1 del Centro Safa Palatino di Roma.

## Il programma
Il programma, nato come versione serale del programma Controcorrente (andato in onda su Rete 4 dal 26 luglio 2021 al 3 settembre 2023 sempre con la conduzione di Veronica Gentili), ideato dalla stessa Gentili con Alessandro Usai, curato dalla testata giornalistica italiana Videonews e prodotto dal TG4 e RTI, era composto da interviste fatte ad ospiti in studio e in collegamento, oltre che da servizi giornalistici successivamente corredati dalle domande della conduttrice agli ospiti.

## Edizioni
| Edizione | Anno      | Conduzione       | Conduzione       | Conduzione         | Periodo           | Periodo        | Puntate | Regia         | Studio                                  |
| Edizione | Anno      | Conduzione       | Conduzione       | Conduzione         | Inizio            | Fine           | Puntate | Regia         | Studio                                  |
| -------- | --------- | ---------------- | ---------------- | ------------------ | ----------------- | -------------- | ------- | ------------- | --------------------------------------- |
| 1ª       | 2021-2022 | Veronica Gentili | Veronica Gentili | Veronica Gentili   | 19 settembre 2021 | 24 agosto 2022 | 48      | Donato Pisani | Studio 1 del Centro Safa Palatino, Roma |
| 2ª       | 2022-2023 | Veronica Gentili | Alessandra Viero | Marcello Vinonuovo | 31 agosto 2022    | 17 maggio 2023 | 38      | Donato Pisani | Studio 1 del Centro Safa Palatino, Roma |

### Prima edizione (2021-2022)
La prima edizione di Controcorrente - Prima serata, con la conduzione di Veronica Gentili, è andata in onda in prima serata su Rete 4 dal 19 settembre 2021 al 24 agosto 2022, in diretta dallo studio 1 del Centro Safa Palatino di Roma. In questa edizione il programma è stato trasmesso fino al 19 dicembre 2021, per poi tornare dopo la pausa natalizia dal 9 gennaio al 24 agosto 2022. Dal 19 settembre 2021 al 6 febbraio 2022 il programma è andato in onda nella prima serata della domenica, mentre dal 16 febbraio 2022 è stato spostato nella prima serata del mercoledì scambiandosi con il programma Zona bianca con la conduzione di Giuseppe Brindisi. Il 18 aprile 2022 il programma è stato trasmesso anche di lunedì, in sostituzione del programma Quarta Repubblica con la conduzione di Nicola Porro, che si è preso la pausa di Pasquetta.

### Seconda edizione (2022-2023)
La seconda edizione di Controcorrente - Prima serata, sempre con la conduzione di Veronica Gentili (sostituita da Alessandra Viero il 28 dicembre 2022 e il 4 gennaio 2023 e da Marcello Vinonuovo il 19 aprile dello stesso anno), è andata in onda ogni mercoledì in prima serata su Rete 4 dal 31 agosto 2022 al 17 maggio 2023, in diretta dallo studio 1 del Centro Safa Palatino di Roma.

## Audience
| Edizione | Rete televisiva | Anno      | Stagione         | Orario      | Durata  | Programmazione | Programmazione | Programmazione | Programmazione | Programmazione | Programmazione | Programmazione | Collocazione | Media auditel  | Media auditel |
| Edizione | Rete televisiva | Anno      | Stagione         | Orario      | Durata  | L              | M              | M              | G              | V              | S              | D              | Collocazione | Telespettatori | Share         |
| -------- | --------------- | --------- | ---------------- | ----------- | ------- | -------------- | -------------- | -------------- | -------------- | -------------- | -------------- | -------------- | ------------ | -------------- | ------------- |
| 1ª       | Rete 4          | 2021-2022 | estate-estate    | 21:25-00:55 | 190 min | [ N 4 ]        |                |                |                |                |                |                | Prima serata | 821 000        | 5,80%         |
| 2ª       | Rete 4          | 2022-2023 | estate-primavera | 21:25-00:55 | 190 min |                |                | 908 000        | 6,02%          |                |                |                | Prima serata |                |               |

## Sigla
La sigla, condivisa con il programma originale, si chiamava Circo Italia ed era un jingle creato appositamente dal collettivo musicale Woodmoon, formato da Kristian Sensini e Jan Mozzorecchia.